# Ginnastica ai Giochi della XIX Olimpiade
Le competizioni di ginnastica artistica dei Giochi della XIX Olimpiade  si sono svolte dal 21 al 25 ottobre 1968 all'Auditorio Nacional di Città del Messico.
Come a Tokyo 1964 si sono svolte 8 competizioni maschili e 6 femminili.

## Programma
| Data            | Round                                                      |
| --------------- | ---------------------------------------------------------- |
| 21 ottobre 1968 | Qualificazioni femminili esercizi obbligatori              |
| 22 ottobre 1968 | Qualificazioni maschili esercizi obbligatori               |
| 23 ottobre 1968 | Qualificazioni esercizi liberi e finali concorsi femminili |
| 24 ottobre 1968 | Qualificazioni esercizi liberi e finali concorsi maschili  |
| 25 ottobre 1968 | Finali attrezzi femminili                                  |
| 26 ottobre 1968 | Finali attrezzi maschili                                   |

## Podi

### Uomini
| Evento                           | Oro                                                                                         | Perform. | Argento | Perform. | Bronzo                                                                                             | Perform. |
| Concorso a squadre (dettagli)    | Giappone Akinori Nakayama Eizō Kenmotsu Mitsuo Tsukahara Sawao Katō Takeshi Kato Yukio Endō | 575,90   | Unione Sovietica Michail Voronin Sergej Diomidov Valery Ilyinykh Valerij Karasëv Viktor Klimenko Viktor Lisitsky | 571,10   | Germania Est Gerhard Dietrich Günter Beier Klaus Köste Matthias Brehme Peter Weber Siegfried Fülle | 557,15   |
| Concorso individuale (dettagli)  | Sawao Katō                                                                                  | 115,90   | Michail Voronin                                                                                                  | 115,85   | Akinori Nakayama                                                                                   | 115,65   |
| Corpo libero (dettagli)          | Sawao Katō                                                                                  | 19,475   | Akinori Nakayama                                                                                                 | 19,400   | Takeshi Kato                                                                                       | 19,275   |
| Volteggio (dettagli)             | Michail Voronin                                                                             | 19,000   | Yukio Endō | 18,950   | Sergej Diomidov                                                                                    | 18,925   |
| Cavallo con maniglie (dettagli)  | Miroslav Cerar                                                                              | 19,325   | Olli Laiho | 19,225   | Michail Voronin                                                                                    | 19,200   |
| Anelli (dettagli)                | Akinori Nakayama                                                                            | 19,450   | Michail Voronin                                                                                                  | 19,325   | Sawao Katō                                                                                         | 19,225   |
| Parallele simmetriche (dettagli) | Akinori Nakayama                                                                            | 19,475   | Michail Voronin                                                                                                  | 19,425   | Viktor Klimenko                                                                                    | 19,225   |
| Sbarra (dettagli)                | Michail Voronin Akinori Nakayama                                                            | 19,550   | NA |          | Eizō Kenmotsu                                                                                      | 19,375   |

### Donne
| Evento                            | Oro | Perform. | Argento | Perform. | Bronzo                                                                                                 | Perform. |
| Concorso a squadre (dettagli)     | Unione Sovietica Zinaida Voronina Natal'ja Kučinskaja Larisa Petrik Ol'ga Karasëva Ljudmila Turiščeva Ljubov' Burda | 382,85   | Cecoslovacchia Věra Čáslavská Bohumila Řimnáčová Marianna Némethová Miroslava Skleničková Hana Lišková Jána Kubičková | 382,20   | Germania Est Erika Zuchold Karin Janz Maritta Bauerschmidt Ute Starke Marianne Noack Magdalena Schmidt | 379,10   |
| Concorso individuale (dettagli)   | Věra Čáslavská | 78,25    | Zinaida Voronina | 76,85    | Natal'ja Kučinskaja                                                                                    | 76,75    |
| Corpo libero (dettagli)           | Larisa Petrik Věra Čáslavská                                                                                        | 19,675   | NA |          | Natal'ja Kučinskaja                                                                                    | 19,650   |
| Volteggio (dettagli)              | Věra Čáslavská | 19,775   | Erika Zuchold | 19,625   | Zinaida Voronina                                                                                       | 19,500   |
| Parallele asimmetriche (dettagli) | Věra Čáslavská | 19,650   | Karin Janz | 19,500   | Zinaida Voronina                                                                                       | 19,425   |
| Trave (dettagli)                  | Natal'ja Kučinskaja                                                                                                 | 19,650   | Věra Čáslavská | 19,575   | Larisa Petrik                                                                                          | 19,250   |

## Medagliere
| Posizione | Paese            |    |    |    | Totale |
| --------- | ---------------- | -- | -- | -- | ------ |
| 1         | Giappone         | 6  | 2  | 4  | 12     |
| 2         | Unione Sovietica | 5  | 5  | 8  | 18     |
| 3         | Cecoslovacchia   | 4  | 2  | 0  | 6      |
| 4         | Jugoslavia       | 1  | 0  | 0  | 1      |
| 5         | Germania Est     | 0  | 2  | 2  | 4      |
| 6         | Finlandia        | 0  | 1  | 0  | 1      |
| Totale    | Totale           | 16 | 12 | 14 | 42     |